# UCI World Tour 2013
|  | Denne artikel eller sektion om sport er forældet eller ikke opdateret. Se artiklens diskussionsside eller historik. |

UCI World Tour 2013 er den tredje udgave af UCI World Tour, efterfølgeren for ProTour. De 28 løb fra 2012-udgaven er medtaget i denne løbsrække. Tour de Hangzhou er eneste nyt løb på World Touren, og vil blive afholdt i Kina umiddelbart før Tour of Beijing. Dermed skal der køres 29 cykelløb fra 22. januar til 20. oktober.

## Pointskala
Som i 2012 er det kun ryttere fra de 18 Prohold som kan optjene point i de 29 løb. Den efterfølgende mandag efter hvert løb bliver den nuværende stilling offentliggjort.
| Samlet klassement | 1   | 2   | 3   | 4   | 5   | 6  | 7  | 8  | 9  | 10 | 11 | 12 | 13 | 14 | 15 | 16 | 17 | 18 | 19 | 20 |
| ----------------- | --- | --- | --- | --- | --- | -- | -- | -- | -- | -- | -- | -- | -- | -- | -- | -- | -- | -- | -- | -- |
| Kategori 1        | 200 | 150 | 120 | 110 | 100 | 90 | 80 | 70 | 60 | 50 | 40 | 30 | 24 | 20 | 16 | 12 | 10 | 8  | 6  | 4  |
| Kategori 2        | 170 | 130 | 100 | 90  | 80  | 70 | 60 | 52 | 44 | 38 | 32 | 26 | 22 | 18 | 14 | 10 | 8  | 6  | 4  | 2  |
| Kategori 3        | 100 | 80  | 70  | 60  | 50  | 40 | 30 | 20 | 10 | 4  | –  | –  | –  | –  | –  | –  | –  | –  | –  | –  |
| Kategori 4        | 80  | 60  | 50  | 40  | 30  | 22 | 14 | 10 | 6  | 2  | –  | –  | –  | –  | –  | –  | –  | –  | –  | –  |

| Etape klassement | 1  | 2  | 3 | 4 | 5 |
| ---------------- | -- | -- | - | - | - |
| Kategori 1       | 20 | 10 | 6 | 4 | 2 |
| Kategori 2       | 16 | 8  | 4 | 2 | 1 |
| Kategori 3       | 6  | 4  | 2 | 1 | 1 |

Løb i kategori 1Tour de France

Løb i kategori 2Giro d'Italia og Vuelta a España

Løb i kategori 3Tour Down Under, Paris-Nice, Tirreno-Adriatico, Milan-San Remo, Catalonien Rundt, Flandern Rundt, Baskerlandet Rundt, Paris-Roubaix, Liège-Bastogne-Liège, Romandiet Rundt, Critérium du Dauphiné, Tour de Suisse, Polen Rundt, Eneco Tour, Lombardiet Rundt, Tour of Hangzhou og Tour of Beijing

Løb i kategori 4E3 Prijs Vlaanderen, Gent-Wevelgem, Amstel Gold Race, La Flèche Wallonne, Clásica de San Sebastián, Vattenfall Cyclassics, GP Ouest-France, Grand Prix Cycliste de Québec og Grand Prix Cycliste de Montréal
Desuden et individuelt klassement, er der også en konkurrence for hold og lande. Point til holdkonkurrencen optjenes ved de fem første ryttere fra hvert hold i de enkelte løb. Nationskonkurrencen foregår også ved at sammentælle de fem første ryttere fra hvert land.

## Deltagende hold
UCI præsenterede 10. december 2012 de 18 ProTeams som skal deltage i samtlige 29 World Tour løb. Derudover kan de enkelte løbsarrangører inviterer et vist antal hold yderlige. Blandt andet har løbsarrangør ASO fire inviterede hold med i Tour de France.
| Hold               | Land       | Kode |
| ------------------ | ---------- | ---- |
| Ag2r-La Mondiale   | Frankrig   | ALM  |
| Argos-Shimano      | Holland    | ARG  |
| Astana Pro Team    | Kasakhstan | AST  |
| Belkin Pro Cycling | Holland    | BLA  |
| BMC Racing Team    | USA        | BMC  |
| Cannondale         | Italien    | CAN  |
| Euskaltel-Euskadi  | Spanien    | EUS  |
| FDJ                | Frankrig   | FDJ  |
| Garmin-Sharp       | USA        | GRS  |

| Hold                    | Land           | Kode |
| ----------------------- | -------------- | ---- |
| Lampre-Merida           | Italien        | LAM  |
| Lotto-Belisol           | Belgien        | LTB  |
| Movistar Team           | Spanien        | MOV  |
| Omega Pharma-Quick Step | Belgien        | OPQ  |
| Orica-GreenEDGE         | Australien     | OGE  |
| RadioShack-Leopard      | Luxembourg     | RLT  |
| Team Saxo-Tinkoff       | Danmark        | TST  |
| Team Sky                | Storbritannien | SKY  |
| Vacansoleil-DCM         | Holland        | VCD  |

## Løbskalender
| Nr | Dato                     | Løb                      | Land              | C. | Vinder                   | Rytter-klassement       | Hold-klassement    | Lande-klassement |
| -- | ------------------------ | ------------------------ | ----------------- | -- | ------------------------ | ----------------------- | ------------------ | ---------------- |
| 1  | 22.-27. januar           | Tour Down Under          | Australien        | 3  | Tom-Jelte Slagter        | Tom-Jelte Slagter       | Belkin Pro Cycling | Spanien          |
| 2  | 3.-10. marts             | Paris-Nice               | Frankrig          | 3  | Richie Porte (AUS)       | Richie Porte (AUS)      | Team Sky           | Spanien          |
| 3  | 6.-12. marts             | Tirreno-Adriatico        | Italien           | 3  | Vincenzo Nibali (ITA)    | Richie Porte (AUS)      | Team Sky           | Spanien          |
| 4  | 17. marts                | Milan-Sanremo            | Italien           | 3  | Gerald Ciolek (GER)      | Sylvain Chavanel (FRA)  | Team Sky           | Spanien          |
| 5  | 18.-24. marts            | Catalonien Rundt         | Spanien           | 3  | Daniel Martin (IRL)      | Peter Sagan (SVK)       | Team Sky           | Spanien          |
| 6  | 22. marts                | E3 Prijs Vlaanderen      | Belgien           | 4  | Fabian Cancellara (SUI)  | Peter Sagan (SVK)       | Team Sky           | Spanien          |
| 7  | 24. marts                | Gent-Wevelgem            | Belgien           | 4  | Peter Sagan (SVK)        | Peter Sagan (SVK)       | Team Sky           | Spanien          |
| 8  | 31. marts                | Flandern Rundt           | Belgien           | 3  | Fabian Cancellara (SUI)  | Peter Sagan (SVK)       | Team Sky           | Spanien          |
| 9  | 1.-6. april              | Baskerlandet Rundt       | Spanien           | 3  | Nairo Quintana (COL)     | Peter Sagan (SVK)       | Team Sky           | Spanien          |
| 10 | 7. april                 | Paris-Roubaix            | Frankrig          | 3  | Fabian Cancellara (SUI)  | Fabian Cancellara (SUI) | Team Sky           | Spanien          |
| 11 | 14. april                | Amstel Gold Race         | Holland           | 4  | Roman Kreuziger (CZE)    | Fabian Cancellara (SUI) | Team Sky           | Spanien          |
| 12 | 17. april                | La Flèche Wallonne       | Belgien           | 4  | Daniel Moreno (SPA)      | Fabian Cancellara (SUI) | Team Sky           | Spanien          |
| 13 | 21. april                | Liège-Bastogne-Liège     | Belgien           | 3  | Daniel Martin (IRL)      | Fabian Cancellara (SUI) | Team Sky           | Spanien          |
| 14 | 23.-28. april            | Romandiet Rundt          | Schweiz           | 3  | Chris Froome (GBR)       | Fabian Cancellara (SUI) | Team Sky           | Spanien          |
| 15 | 4.-26. maj               | Giro d'Italia            | Italien           | 2  | Vincenzo Nibali (ITA)    | Fabian Cancellara (SUI) | Team Sky           | Colombia         |
| 16 | 2.-9. juni               | Critérium du Dauphiné    | Frankrig          | 3  | Chris Froome (GBR)       |                         |                    |                  |
| 17 | 8.-16. juni              | Tour de Suisse           | Schweiz           | 3  | Rui Costa (POR)          |                         |                    |                  |
| 18 | 29. juni-21. juli        | Tour de France           | Frankrig          | 1  | Chris Froome (GBR)       |                         |                    |                  |
| 19 | 27. juli-3. august       | Polen Rundt              | Polen             | 3  | Pieter Weening (NED)     |                         |                    |                  |
| 20 | 27. juli                 | Clásica de San Sebastián | Spanien           | 4  | Tony Gallopin (FRA)      |                         |                    |                  |
| 21 | 12.-18. august           | Eneco Tour               | Holland · Belgien | 3  | Zdeněk Štybar (CZE)      |                         |                    |                  |
| 22 | 24. august-15. september | Vuelta a España          | Spanien           | 2  | Chris Horner (USA)       |                         |                    |                  |
| 23 | 25. august               | Vattenfall Cyclassics    | Tyskland          | 4  | John Degenkolb (NED)     |                         |                    |                  |
| 24 | 1. september             | GP Ouest-France          | Frankrig          | 4  | Filippo Pozzato (ITA)    |                         |                    |                  |
| 25 | 13. september            | GP Québec                | Canada            | 4  | Robert Gesink (NED)      |                         |                    |                  |
| 26 | 15. september            | GP Montréal              | Canada            | 4  | Peter Sagan (SVK)        |                         |                    |                  |
| 27 | 6. oktober               | Lombardiet Rundt         | Italien           | 3  | Joaquim Rodríguez (ESP ) |                         |                    |                  |
| 29 | 16.-20. oktober          | Tour of Beijing          | Kina              | 3  | Beñat Intxausti (ESP)    |                         |                    |                  |

## Klassement

### Individuel
Ryttere med samme pointtal, bliver herefter indplaceret efter hvor mange sejre, derefter 2. pladser, 3. pladser osv. i alle World Tour løb og etaper.
| Placering | Navn                         | Hold                    | Point |
| --------- | ---------------------------- | ----------------------- | ----- |
| 1         | Richie Porte (AUS)           | Team Sky                | 113   |
| 2         | Tom-Jelte Slagter (NED)      | Belkin Pro Cycling      | 111   |
| 3         | Andrew Talansky (USA)        | Garmin-Sharp            | 92    |
| 4         | Javier Moreno (ESP)          | Movistar Team           | 86    |
| 5         | Geraint Thomas (GBR)         | Team Sky                | 77    |
| 6         | Jean-Christophe Péraud (FRA) | Ag2r-La Mondiale        | 71    |
| 7         | Tejay van Garderen (USA)     | BMC Racing Team         | 62    |
| 8         | Jon Izagirre (ESP)           | Euskaltel-Euskadi       | 61    |
| 9         | Sylvain Chavanel (FRA)       | Omega Pharma-Quick Step | 60    |
| 10        | Ben Hermans (BEL)            | RadioShack-Leopard      | 52    |
| 11        | Wilco Kelderman (NED)        | Belkin Pro Cycling      | 41    |
| 12        | Simon Špilak (SLO)           | Team Katusha            | 40    |
| 13        | Diego Ulissi (ITA)           | Lampre-Merida           | 32    |
| 14        | Gorka Izagirre (ESP)         | Euskaltel-Euskadi       | 32    |
| 15        | Lieuwe Westra (NED)          | Vacansoleil-DCM         | 22    |

- i alt 53 ryttere har scoret point.

### Hold
| Placering | Hold                    | Point | Top 5 ryttere                                            |
| --------- | ----------------------- | ----- | -------------------------------------------------------- |
| 1         | Team Sky                | 193   | Porte (113), Thomas (77), Boasson Hagen (2), López (1)   |
| 2         | Belkin Pro Cycling      | 158   | Slagter (111), Kelderman (41), Renshaw (6)               |
| 3         | Garmin-Sharp            | 94    | Talansky (92), Von Hoff (1), Farrar (1)                  |
| 4         | Euskaltel-Euskadi       | 93    | J. Izagirre (61), G. Izagirre (32)                       |
| 5         | Movistar Team           | 91    | Moreno (86), Rojas (2), Quintana (2), Visconti (1)       |
| 6         | RadioShack-Leopard      | 74    | Hermans (52), Machado (11), Klöden (10), Gallopin (1)    |
| 7         | Ag2r-La Mondiale        | 73    | Péraud (71), Dumoulin (2)                                |
| 8         | BMC Racing Team         | 68    | van Garderen (62), Gilbert (6)                           |
| 9         | Omega Pharma-Quick Step | 67    | Chavanel (60), P. Velits (6), Fenn (1)                   |
| 10        | Lampre-Merida           | 60    | Ulissi (32), Pietropolli (20), Petacchi (4), Ferrari (4) |
| 11        | Team Katusha            | 44    | Špilak (40), Menchov (4)                                 |
| 12        | Vacansoleil-DCM         | 23    | Westra (22), Markus (1)                                  |
| 13        | Lotto-Belisol           | 20    | Greipel (18), Debusschere (1), Wellens (1)               |
| 14        | Orica-GreenEDGE         | 19    | Gerrans (6), Albasini (6), Goss (5), Howard (2)          |
| 15        | FDJ                     | 15    | Bouhanni (6), Veikkanen (4), Démare (4), Soupe (1)       |
| 16        | Astana Pro Team         | 7     | M. Iglinsky (4), Gasparotto (1), Božič (1), Ponzi (1)    |
| 17        | Argos-Shimano           | 6     | Kittel (6)                                               |
| 18        | Cannondale              | 6     | Viviani (6)                                              |
| 19        | Team Saxo-Tinkoff       | 2     | Cantwell (2)                                             |

## Sejre på World Tour 2013
| Pos. | Rytter            | Sejre |
| 1.   | André Greipel     | 3     |
| 2.   | Tom-Jelte Slagter | 2     |
| 3.   | Simon Gerrans     | 1     |
| -    | Geraint Thomas    | 1     |

| Pos. | Hold                    | Sejre |
| 1.   | Omega Pharma-Quick Step | 3     |
| 2.   | Belkin Pro Cycling      | 2     |
| 3.   | Orica-GreenEDGE         | 1     |
| -    | Team Sky                | 1     |

| Pos. | Land           | Sejre |
| 1.   | Tyskland       | 3     |
| 2.   | Holland        | 2     |
| 3.   | Australien     | 1     |
| -    | Storbritannien | 1     |